# باتسي أوهارا

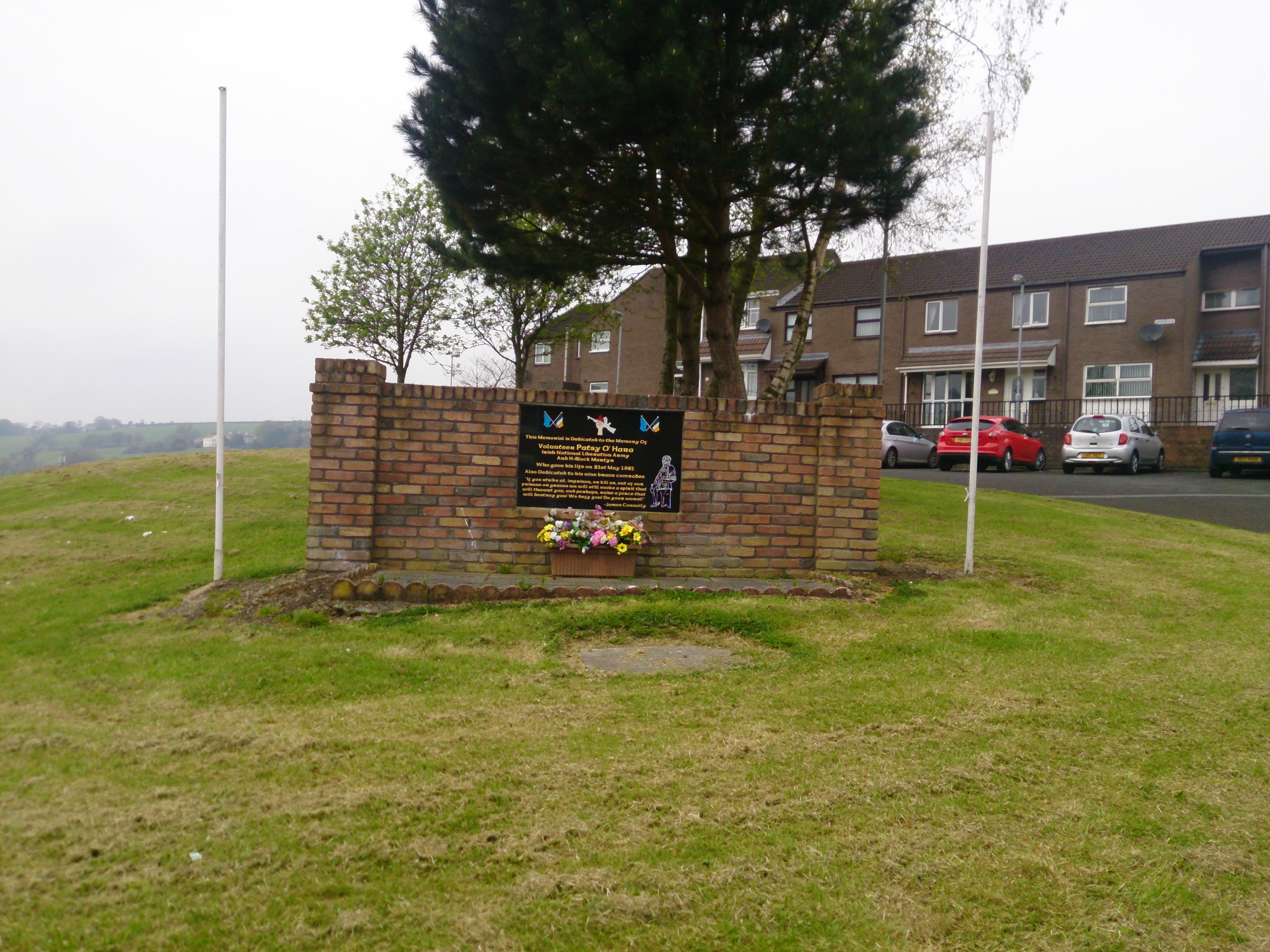

باتسي أوهارا (بالإنجليزية: Patsy O'Hara)‏ هو ثوري أيرلندي، ولد في 11 يوليو 1957 في ديري في المملكة المتحدة، وتوفي في 21 مايو 1981 في HM Prison Maze ‏ في المملكة المتحدة بسبب الموت جوعا.